# Glenn McCrory
Glenn McCrory est un boxeur britannique né le 23 septembre 1964 à Annfield Plain, Angleterre.

## Carrière
Il remporte le titre de champion du monde des lourds-légers IBF laissé vacant par Evander Holyfield en battant aux points Patrick Lumumba le 3 juin 1989. McCrory confirme face à Siza Makathini par KO au 11e round contre perd sa ceinture à son tour par KO à la 3e reprise contre l'américain Jeff Lampkin le 22 mars 1990.